# Međimurska gibanica
Međimurska gibanica je slatko jelo Međimurske kuhinje, sastavnog dijela nacionalne Hrvatske kuhinje. Slična nekim drugim vrstama slojevitih i nadjevenih kolača, najviše je izgledom i okusom bliska prekmurskoj gibanici iz susjedne Slovenije, ali se od nje razlikuje po nekim karakterističnim elementima.
Kao višeslojno, bogato nadjeveno i vrlo kalorično jelo, međimurska gibanica se priprema od kora lisnatog tijesta i četiri vrste nadjeva: svježi kravlji sir, naribane jabuke, mljeveni orasi i mljeveni mak, s dodacima (grožđice, cimet itd.).

## Priprema
Gibanice su se nekada pekle isključivo u glinenim posudama, a danas se to radi i u drugim vrstama posuda, najčešće metalnim protvanima (tepsijama).
Na sloj tijesta položenog u namašćenu (nauljenu) posudu stavljaju se već ranije pripremljena četiri glavna sastojka, odnosno nadjeva, i to određenim rasporedom: red kore, red nadjeva, sve dok se svi ne rasporede po slojevima jedan iznad drugog: mak, sir, orasi i jabuke. Na vrh se stavi sloj tijesta, te se prelije vrhnjem u koje može biti umiješan žumanjak, i/ili rastopljenim maslacem.
Peče se u pećnici oko 40 minuta do jednog sata, a nakon toga se ohladi i reže na komade oblika kocke ili kvadra. Može se servirati hladno ili toplo.

## Posebnosti
Međimurska gibanica, premda nalikuje nekim inim vrstama kolača, ima svoje posebne odlike. Od njoj najsličnije prekmurske gibanice razlikuje se po sastavu nekih sastojaka, vrsti tijesta, rasporedu i debljini nadjeva, vrsti preljeva, te po okusu. Odmah je na prvi pogled uočljivo da međimurska gibanica ima ukupno četiri sloja nadjeva, dok ih prekmurska ima čak osam, odnosno svaka vrsta nadjeva se stavlja u po dva sloja, te su ti slojevi bitno tanji. Uz to, u izradi međimurske gibanice koristi se lisnato tijesto, za razliku od prekmurske, gdje se upotrebljava prhko tijesto. Kao osnova sirnog nadjeva koristi se svježi kravlji sir, a ne (kiselija) skuta. Općenito je međimurska gibanica mekanija i sočnija od drugih sličnih vrsta kolača.

## Vanjske poveznice
- Međimurska gibanica iz pekare Čakovečkih mlinova
- Recept s fotografijama  Arhivirana inačica izvorne stranice od 29. studenoga 2010. (Wayback Machine)